# Prix Lumière de la vérité
Le prix Lumière de la vérité (anglais : Light of Truth Award) est un prix des droits de l'homme, le plus prestigieux du mouvement tibétain, créé par Campagne internationale pour le Tibet. Il est décerné presque chaque année à une personne ou une organisation qui a contribué publiquement de façon substantielle à faire connaître le combat pour les droits de l'homme et les libertés démocratiques du peuple tibétain. En 2001, le prix a été décerné au peuple indien, il a été reçu par le président R. Venkataraman. Depuis 1995, au nom d’ICT, le Dalaï-lama a remis ce prix aux récipiendaires.
Le prix est une lampe à beurre tibétaine symbolisant la lumière que chaque récipiendaire fait rayonner sur la question du Tibet.

## Liste des lauréats
- 1995 : A. M. Rosenthal
- 1996 : Richard Gere, Lavinia Currier et Michael Currier
- 1997 : Charlie Rose et Claiborne Pell
- 1998 : Martin Scorsese et Melissa Mathison pour le film Kundun[4],[5]
- 1999 : Hugh Edward Richardson, et Danielle Mitterrand[6].
- 2000 : Richard C. Blum
- 2001 : Le peuple de l'Inde, reçu par R. Venkataraman
- 2002 : Heinrich Harrer et Petra Kelly
- 2003 : Benjamin A. Gilman, Michele Bohana, et Robert Thurman
- 2004 : Otto Graf Lambsdorff, Irmtraut Wäger, et Václav Havel
- 2005 : Elie Wiesel, Carl Gershman, et Lowell Thomas, Jr.
- 2006 : Fondation Hergé, et Desmond Tutu
- 2009 : Julia V. Taft[2], et Wang Lixiong[7],[8].
- 2011 : George Patterson
- 2013 : Robert Ford, Commission internationale de juristes, Sigrid Joss-Arnd, Christian Schwarz-Schilling, Theo van Boven (en)[9]
- 2024 : Nancy Pelosi.